# Champsochromis spilorhynchus
Champsochromis spilorhynchus är en fiskart som först beskrevs av Regan 1922.  Champsochromis spilorhynchus ingår i släktet Champsochromis och familjen Cichlidae. IUCN kategoriserar arten globalt som livskraftig. Inga underarter finns listade i Catalogue of Life.